# Yvonne Rychly
Yvonne Rychly (* 16. Jänner 1965 in Waidhofen an der Thaya) ist eine österreichische Politikerin der Sozialdemokratischen Partei Österreichs (SPÖ). Am 24. Jänner 2019 wurde sie als Abgeordnete zum Wiener Landtag und Mitglied des Wiener Gemeinderates angelobt.

## Leben
Yvonne Rychly absolvierte nach der Pflichtschule eine Lehre zur Kürschnerin. Von 2002 bis 2004 besuchte sie Gewerkschaftsschule, 2004 absolvierte sie die Betriebsräteakademie (BRAK).
Ab 2002 war sie Personalvertreterin bei Wiener Wohnen, von 2006 bis 2014 fungierte sie dort als Betriebsratsvorsitzende. Von 2002 bis 2006 war sie außerdem Landesfrauenvorsitzende für Wien, Niederösterreich und das Burgenland in der Gewerkschaft Hotel, Gastgewerbe, Persönlicher Dienst (HGPD). Seit 2006 ist sie Wiener Landesfrauenvorsitzende der Gewerkschaft Vida, deren stellvertretende Landesvorsitzende sie von 2011 bis 2013 war. Seit 2009 ist sie Mitglied im Vorstand des Österreichischen Gewerkschaftsbundes (ÖGB), seit 2014 ist sie außerdem Mitglied im Präsidium der Gewerkschaft vida und deren stellvertretende Bundesfrauenvorsitzende.

## Politik
Von 2011 bis Dezember 2018 war sie Mitglied der Bezirksvertretung in Wien-Brigittenau. Am 24. Jänner 2019 wurde sie als Nachfolgerin von Tanja Wehsely in der 20. Wahlperiode als Abgeordnete zum Wiener Landtag und Gemeinderat angelobt, wo sie Mitglied im Gemeinderatsausschuss für Soziales, Gesundheit und Sport sowie im Gemeinderatsausschuss für Petitionen und BürgerInneninitiativen ist.